# Flor de nit (obra de teatre)
Flor de nit és una obra de teatre musical en català estrenada al Teatre Victòria de Barcelona l'any 1992, escrita per Manuel Vázquez Montalbán (text), Albert Guinovart (música) i Dagoll Dagom, dirigida per Joan Lluís Bozzo (director de dagoll Dagom) i produïda i posada en escena per la companyia de teatre catalana Dagoll Dagom. La producció original, estrenada el 7 d'abril del 1992, es va representar en 248 ocasions, amb més de 150.000 espectadors.

## Argument
La trama està ambientada en un cabaret de l'avinguda del Paral·lel durant la Barcelona dels anys previs a la Guerra Civil espanyola. L'eix principal ve donat pel triangle amorós format per l'anarquista Quimet; per una noia obrera amb grans aspiracions, la Rosa; i per un intel·lectual de l'alta burgesia, en Reynals. Com a rerefons s'expliquen els ràpids canvis de poder polític i la història de Barcelona (i Catalunya i Espanya) durant aquests anys, lligat a com afecta això a les relacions entre els personatges, tant els protagonistes com els secundaris. És també un homenatge als anys daurats del Paral·lel.

## Versions
El 7 de febrer del 2011 al teatre Condal de Barcelona es fa una versió concert i amb orquestra simfònica del musical amb arranjaments musicals del mateix Albert Guinovart i amb la direcció i adaptació del text del muntatge original de David Pintó. L'orquestra Orquestart, dirigida per Xavier Torras, va ser l'encarregada d'interpretar la partitura amb la participació de la Coral Musicorum. També hi van intervenir una trentena d'actors, a més de convidats especials com Lloll Bertran, Mone, Gisela, Elena Gadel, la Terremoto de Alcorcón, Joan Crosas i Àngel Llàcer i un cor de vint persones.
L'acte, pioner en el nostre país per aquest tipus de proposta tan estesa a Broadway o al West End, va ser un èxit. Aquest esdeveniment neix de la iniciativa d'Albert Miret i commemora els 13 anys de la revista teatralnet.
El 3 d'octubre de 2014 s'estrena a l'Almeria Teatre de Barcelona una reposició de l'obra sota la producció de Gataro. La producció està dirigida per Victor Alvaro i proposa una versió molt més minimalista que l'obra original. La direcció musical també va a càrrec de Xavier Torras i compta amb les coreografies de Bealia Guerra.

## Repartiments
| Personatge                    | Original            | Concert del 2011                                                    | 2014                         |
| ----------------------------- | ------------------- | ------------------------------------------------------------------- | ---------------------------- |
| Rosa                          | Carme Cuesta        | Julia Möller                                                        | Beth Rodergas i Ariadna Suñe |
| Reynals                       | Carlos Gramaje      | Sergi Albert                                                        | Jorge Velasco                |
| Quimet                        | Òscar Mas           | Ivan Labanda                                                        | Lluís Canet                  |
| Gran Thonet                   | Pep Cruz            | Terremoto de Alcorcon Josep Maria Gimeno Jordi Llordella Xavi Casán | Frank Capdet                 |
| Mimí                          | Isabel Soriano      | Joana Estebanell Maria Santallúsia Lloll Bertran                    | Gracia Fernández             |
| Arrufat                       | Xavier Ribera-Vall  | Marc Pujol Xavier Fernández                                         | Frank Capdet                 |
| Patrick                       | Pep Martínez        | Toni Viñals                                                         | Joan Vázquez                 |
| Coloma                        | Mª Josep Besson     | Laia Piró Alícia Ferrer                                             | Bealia Guerra                |
| Isadora                       | Núria Mampel        | Mariona Castillo                                                    |                              |
| Remei                         | Roser Batalla       | Esther Bartomeu                                                     | Bealia Guerra                |
| Paquitu                       | Paco Alonso         | Oriol Genís Marc Vilavella                                          | Joan Vázquez                 |
| Hortènsia                     | Clara del Ruste     | Annabel Totusaus                                                    | Beth Rodergas i Ariadna Suñé |
| Flavio                        | Eugeni Soler        | Mone Teruel                                                         |                              |
| Pons                          | Xavier Mestres      | Frank Capdet                                                        | Jorge Velasco                |
| Madriles                      | Juan Antonio Vergel | Jordi Vidal                                                         | Joan Vázquez                 |
| Adelaida                      | Argentina Sousa     | Carme Contreras                                                     | Xavier Torras                |
| Matamoros                     | Fulgenci Mestres    |                                                                     |                              |
| Gigoló                        | Enric Torné         |                                                                     |                              |
| Noi de la Dinamita            | Mireia Font         |                                                                     | Gracia Fernández             |
| Corista                       | Marisa Gerardi      | Anna Alborch                                                        |                              |
| Corista                       | Eva Trullàs         | Laura Aubert                                                        |                              |
| Corista                       | Muntsa Rius         | Laia Piró Annabel Totusaus Meritxell Duró Joan Olivé                |                              |
| Encarregada fàbrica           | Clara del Ruste     | Mariona Blanch                                                      |                              |
| Reynals Vell                  | Miquel Periel       | Joan Crosas                                                         |                              |
| Quartet del merendero         |                     | Miquel Cobos Mireia Dolç Laura Mejía Xavi Fernández                 |                              |
| Ciutat d'Ivori                |                     | Elena Gadel Gisela Patrícia Paisal                                  |                              |
| Reynals (himne del Paral·lel) |                     | Àngel Llàcer                                                        |                              |

## Enregistrament
Es va editar un disc de l'espectacle, enregistrat a Londres sota la direcció de Michael Dixon, del que se'n van vendre 15.000 còpies.